# Медальный зачёт на зимних Олимпийских играх 2006

Карта стран-медалисток зимних Олимпийских игр 2006:
Страны, выигравшие хотя бы одну и более золотых медалей
Страны, выигравшие хотя бы одну и более серебряных медалей
Страны, выигравшие хотя бы одну и более бронзовых медалей
Страны, не выигравшие ни одной медали
Страны, не участвующие в играх

На XX зимних Олимпийских играх было разыграно 84 комплекта медалей в 15 видах спорта. Ниже представлен список всех стран, которые выиграли хотя бы одну медаль на протяжении всех игр проходивших с 10 по 26 февраля 2006 года в Турине (Италия). Всего в этом спортивном событии приняло участие 2508 атлетов из 80 стран.
Атлеты из 26 НОКов выиграли по меньшей мере одну медаль, и 18 из них завоевали не менее одной золотой медали. Германия в третий раз подряд выигрывает наибольшее количество золотых медалей (11) и медалей в общем (29). Латвия и Словакия выиграли свои первые медали на этих играх.
Канадская конькобежка Синди Классен выиграла 5 медалей (одно «золото», два «серебра» и две «бронзы») и тем самым ставшей самым «медалистым» атлетом на этих играх. Немецкий биатлонист Михаэль Грайс и корейские шорт-трекисты Ан Хён Су и Чин Сон Ю выиграли наибольшее количество золотых медалей — три.

## Изменения в медальном зачёте
На этих играх один из атлетов был лишён олимпийской медали. Российская биатлонистка Ольга Пылёва выиграла серебряную медаль в гонке на 15 км, но после положительного теста на фенотропил была лишена медали. Немке Мартине Глагов присудили серебряную медаль, а Альбине Ахатовой — бронзовую.

## Неофициальный медальный зачёт
Таблица медального зачёта основывается на данных Международного олимпийского комитета (МОК), опубликованных на сайте игр в Турине. Таблица отсортирована по количеству медалей высшего достоинства («золото») выигранных участниками национальных олимпийских комитетов (НОК). Далее следует количество выигранных медалей среднего («серебро») и низшего достоинств («бронза»). Если НОКи имеют в общем итоге одинаковое количество выигранных медалей, то страны сортируются в алфавитном порядке русского языка.
Жирным выделено наибольшее количество медалей в своей категории; страна-организатор также выделена.
|       | Общее количество медалей | Общее количество медалей | Общее количество медалей | Общее количество медалей | Всего |
| Место | Страна                   | Золото                   | Серебро                  | Бронза                   | Всего |
| ----- | ------------------------ | ------------------------ | ------------------------ | ------------------------ | ----- |
| 1     | Германия                 | 11                       | 12                       | 6                        | 29    |
| 2     | США                      | 9                        | 9                        | 7                        | 25    |
| 3     | Австрия                  | 9                        | 7                        | 7                        | 23    |
| 4     | Россия                   | 8                        | 6                        | 8                        | 22    |
| 5     | Канада                   | 7                        | 10                       | 7                        | 24    |
| 6     | Швеция                   | 7                        | 2                        | 5                        | 14    |
| 7     | Республика Корея         | 6                        | 3                        | 2                        | 11    |
| 8     | Швейцария                | 5                        | 4                        | 5                        | 14    |
| 9     | Италия                   | 5                        | 0                        | 6                        | 11    |
| 10    | Нидерланды               | 3                        | 2                        | 4                        | 9     |
| 10    | Франция                  | 3                        | 2                        | 4                        | 9     |
| 12    | Эстония                  | 3                        | 0                        | 0                        | 3     |
| 13    | Норвегия                 | 2                        | 8                        | 9                        | 19    |
| 14    | Китай                    | 2                        | 4                        | 5                        | 11    |
| 15    | Чехия                    | 1                        | 2                        | 1                        | 4     |
| 16    | Хорватия                 | 1                        | 2                        | 0                        | 3     |
| 17    | Австралия                | 1                        | 0                        | 1                        | 2     |
| 18    | Япония                   | 1                        | 0                        | 0                        | 1     |
| 19    | Финляндия                | 0                        | 6                        | 3                        | 9     |
| 20    | Польша                   | 0                        | 1                        | 1                        | 2     |
| 21    | Беларусь                 | 0                        | 1                        | 0                        | 1     |
| 21    | Болгария                 | 0                        | 1                        | 0                        | 1     |
| 21    | Великобритания           | 0                        | 1                        | 0                        | 1     |
| 21    | Словакия                 | 0                        | 1                        | 0                        | 1     |
| 25    | Украина                  | 0                        | 0                        | 2                        | 2     |
| 26    | Латвия                   | 0                        | 0                        | 1                        | 1     |
| Всего | Всего                    | 84                       | 84                       | 84                       | 252   |

На зимних Олимпийских играх 2006 года 54 из 80 участвующих НОКов не выиграли ни одной медали. Эти страны:
- Азербайджан
- Албания
- Алжир
- Американские Виргинские Острова
- Андорра
- Аргентина
- Армения
- Бельгия
- Бермуды
- Босния и Герцеговина
- Бразилия
- Венгрия
- Венесуэла
- Гонконг
- Греция
- Грузия
- Дания
- Израиль
- Индия
- Иран
- Ирландия
- Исландия
- Испания
- КНДР
- Казахстан
- Кения
- Кипр
- Кыргызстан
- Коста-Рика
- Ливан
- Литва
- Лихтенштейн
- Люксембург
- Мадагаскар
- Македония
- Молдова
- Монако
- Монголия
- Непал
- Новая Зеландия
- Португалия
- Румыния
- Сан-Марино
- Сенегал
- Сербия и Черногория
- Словения
- Таджикистан
- Таиланд
- Тайвань
- Турция
- Узбекистан
- Чили
- Эфиопия
- ЮАР